# Le Vieil Homme et la Mer (film, 1999)
Pour les articles homonymes, voir Le Vieil Homme et la Mer (homonymie).
Pour plus de détails, voir Fiche technique et Distribution.
Le Vieil Homme et la Mer (Старик и море, Starik i more) est un film d'animation russo-canado-japonais d'Alexandre Petrov produit à Montréal aux Productions Pascal Blais inc sorti en 1999. Il s'agit d'une adaptation cinématographique du roman Le Vieil Homme et la Mer d'Ernest Hemingway qui emploie une technique de peinture à l'huile animée. Le court métrage a remporté de nombreux prix à travers le monde,.

## Synopsis
L'intrigue se déroule à Cuba, au XXe siècle, dans un petit port. Un vieil homme, Santiago, gagne sa vie grâce à la pêche. Un jour, au large, dans les eaux du Gulf Stream, un énorme espadon mord à l'un de ses hameçons. Le poisson est si gros qu'il entraîne la barque derrière lui et met le pêcheur en danger à plusieurs reprises, mais le vieil homme s'acharne. Pendant des jours, le poisson et le pêcheur s'affrontent dans une lutte d'endurance éprouvante. Finalement, Santiago parvient à harponner l'espadon et arrime sa prise à la coque de sa barque. Mais tandis qu'il rame péniblement pour rentrer au port, des requins encerclent la barque et commencent à dévorer le poisson. Lorsque le pêcheur arrive en vue du port, il ne reste plus rien de la pêche miraculeuse qu'il a si péniblement accomplie.

## Fiche technique
Sauf indication contraire, les informations mentionnées dans cette section peuvent être confirmées par la base de données cinématographiques IMDb,  présente dans la section « Liens externes ».
- Titre français : Le Vieil Homme et la Mer
- Titre original russe : Старик и море (Starik i more)
- Titre anglais : The Old Man and the Sea
- Titre japonais : 老人と海, Roujin to umi
- Réalisation : Alexandre Petrov
- Scénario : Alexandre Petrov, d'après Le Vieil Homme et la Mer d'Ernest Hemingway
- Musique originale : Denis L. Chartrand, Normand Roger
- Montage : Denis Papillon
- Direction de production : Peter Measroch
- Sociétés de production :  Les Productions Pascal Blais, Panorama film studio de Yaroslav, Dentsu Tec, IMAX, Imagica Corp., NHK Japan
- Sociétés de distribution : Film Option International (mondial, tous les supports, 1999), Gébéka Films (France)
- Pays de production :  Canada,  Japon,  Russie
- Langues de tournage : français, anglais
- Format : Couleur - 1,44:1 - Son Dolby Digital - 70 mm
- Durée : 20 minutes
- Date de sortie :
  - Japon : 3 juillet 1999
  - Russie : juin 2000
  - France : 17 octobre 2001

## Production
Le court métrage a été réalisé à Montréal, Canada aux Productions Pascal Blais inc, en langue française, entre 1996 à 1999. Il emploie une technique de peinture à l'huile animée. 29 000 peintures à l'huile ont été nécessaires à la réalisation du film.

## Distinctions
Ce court métrage a gagné une douzaine de prix internationaux dans de nombreux festivals et remporte l'Oscar du meilleur court-métrage d'animation en l'an 2000.

## Éditions en vidéo
En France, le court métrage a été édité en DVD aux éditions Montparnasse en 2004. Le DVD comprend également trois autres courts métrages (La Vache, La Sirène, L'Homme ridicule) ainsi qu'un making of du film.